# Svobodné Hamry
Svobodné Hamry (něm. Freihammer) jsou sídelní lokalitou typu vesnice a název katastrálního území o rozloze 155,73 ha s rozsahem poloh přibližně 528–590 m n. m. v Chráněné krajinné oblasti Žďárské vrchy, v rámci administrativně správním část obce Vysočina v okrese Chrudim náležejícím do Pardubického kraje na území České republiky. Leží adsi 1,5 km jihovýchodně od Trhové Kamenice.
Původně osada Hamr nad Kamenicí, od roku 1769 Svobodné Hamry, v letech 1910 až 1960 samostatná obec, od 1. ledna 1961 sloučena s okolními, též samostatnými obcemi, Možděnice a rozlohou největším Rváčovem, společně vytvořily jednu obec o rozloze 1790,133 ha s nově utvořeným názvem Vysočina (odvozen od charakteru krajiny lidově zvané vysočina).
V obci Vysočina centrum vesnice situované asi 1 km na sever od obecního úřadu, sídlem obecního úřadu Dřevíkov. V roce 2001 v sídelní lokalitě trvale žilo 101 obyvatel, v roce 2009 evidováno 48 adres.
Vesnice většinou plochy v Chráněné krajinné oblasti Žďárské vrchy, severovýchodní část s lokalitou Na Dlouhých honech a s okrajovou osamocenou zástavbou Petrkov v Chráněné krajinné oblasti Železné hory.
V sídelní lokalitě více památkově chráněných objektů lidové architektury, od 22. září 1995 vesnická památková zóna. V centru vesnice objekt technického stavitelství, vodní hamr a mlýnice, pozůstatek tradiční železářské výroby v krajině Železných hor.
V místě dříve železářské pece později stavba vodního mlýna (kolem roku 1750), v letech 1976–1980 stavba obnovena, včetně technologického zařízení. Původně objekt ve správě muzea s názvem Soubor lidových staveb Vysočina, od 11. prosince 2018 Muzeum v přírodě Vysočina, součást Národního muzea v přírodě.

## Historie

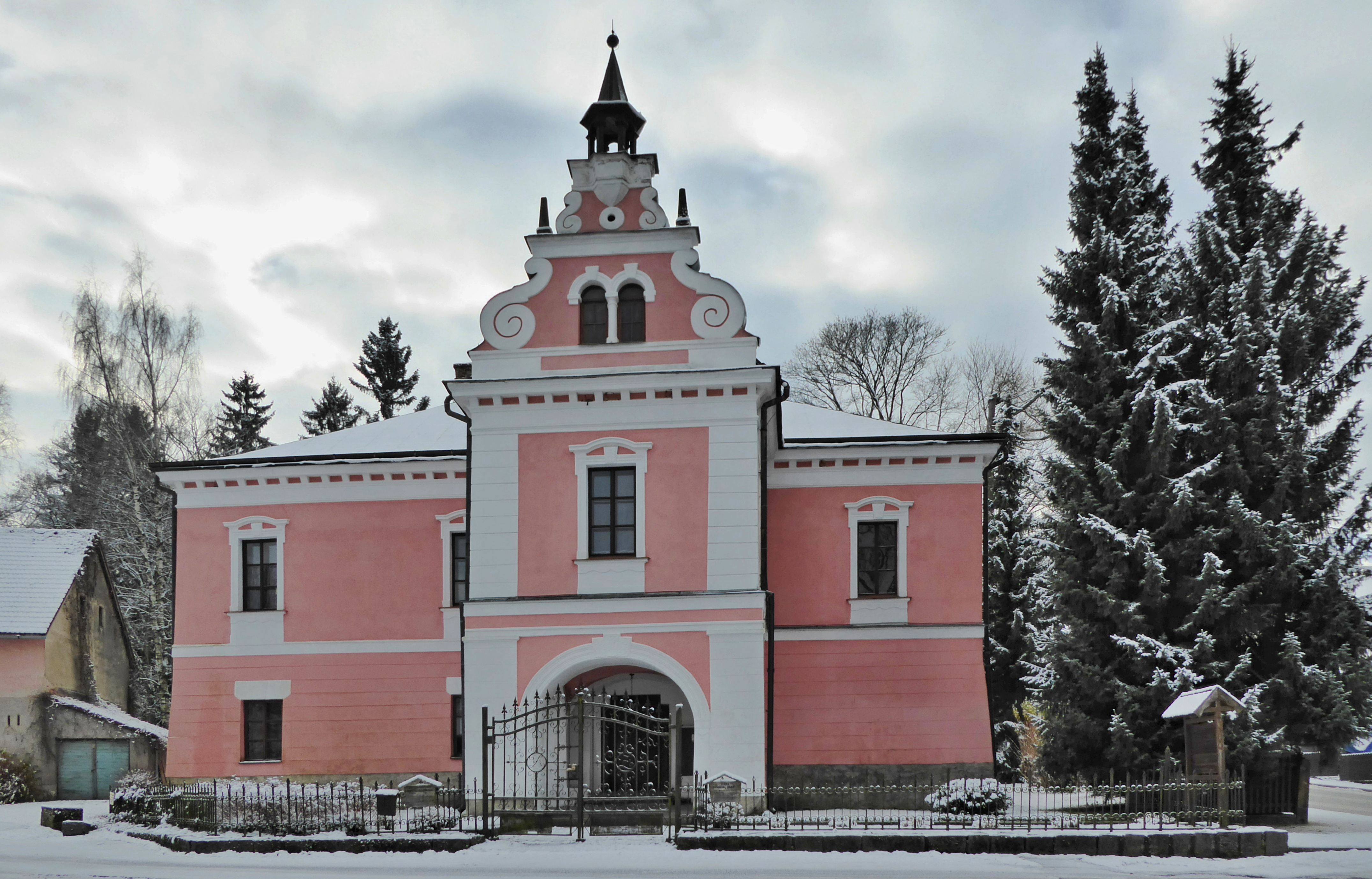
Venkovský zámek čp. 1, kulturní památka (v letech 1862 až 1903 majitelem český architekt Jan Nevole, v letech 1982 až 1996 sídlo správy Souboru lidových staveb Vysočina, od roku 1997 soukromý objekt)

První písemná zmínka o sídelní lokalitě pochází z roku 1654. Původní název Hamr nad Kamenicí (Kamenicí nazývaná do 17. století řeka Chrudimka), název osady odvozen od železářského hamru.
V místě původně železná huť, zpracovávající rudné horniny dobývané v okolí, v oblasti Železných hor. Železná huť zanikla v průběhu 17. století, pozůstatkem objekt vodního hamru s mlýnicí, od roku 1993 kulturní památka. Objekt chráněné památky technického stavitelství v letech 1982 až 2018 ve správě muzea s názvem Soubor lidových staveb Vysočina, od 11. prosince 2018 pod názvem Muzeum v přírodě Vysočina (organizačně součástí Národního muzea v přírodě).
Od roku 1769 osada s názvem Svobodné Hamry, v roce 1869 součástí obce s původním názvem Kamenice a v letech 1880–1900 pod jejím novým názvem Trhová Kamenice, v letech 1910–1960 samostatná obec a od roku 1961 částí nově zřízené obce Vysočina.
V centru malé vesnice venkovský zámek s renesanční dispozicí ze 16. století (na místě původně tvrz z 15. století s názvem Odranec), po požáru v roce 1896 přestavěn v pseudobarokním stylu. Od roku 1862 majitelem český architekt a stavitel Jan Nevole (1812 – 1903), činný v Čechách a Srbsku, na zámku žil od roku 1863 až do své smrti, hospodařil také na velkostatku náležejícímu k zámku. Během jeho života se zámek stal kulturním centrem s vlasteneckým prvkem. Svou vlasteneckou činností si získal respekt spoluobčanů na Kamenicku.
Na zámku pobýval František Alexandr Zach (1807–1892), právník, vojenský teoretik a panslavista, působil v Srbsku, dosáhl hodnosti generála srbské armády. Po roce 1877 hostem na zámku také například Karel Václav Rais (1859–1926), tehdy učitel v Trhové Kamenici a později spisovatel. Uvádí se také návštěvy českých osobností, Františka Palackého (1798–1876) a Františka Ladislava Riegra (1818–1903). Historická památka v Železných horách při zeleně značené turistické trase Klubu českých turistů (část: Veselý Kopec – Dřevíkov – Svobodné Hamry).
Objekt zámku je chráněn jako kulturní památka. V sedmdesátých letech 20. století opravován a v letech 1982–1996 sídlem muzea lidové architektury a technického stavitelství s názvem Soubor lidových staveb Vysočina (v současnosti Muzeum v přírodě Vysočina se sídlem ve městě Hlinsko). V rámci tzv. restitucí v 90. letech 20. století vrácen do soukromého vlastnictví (od roku 1997 veřejnosti nepřístupný objekt).

## Pamětihodnosti

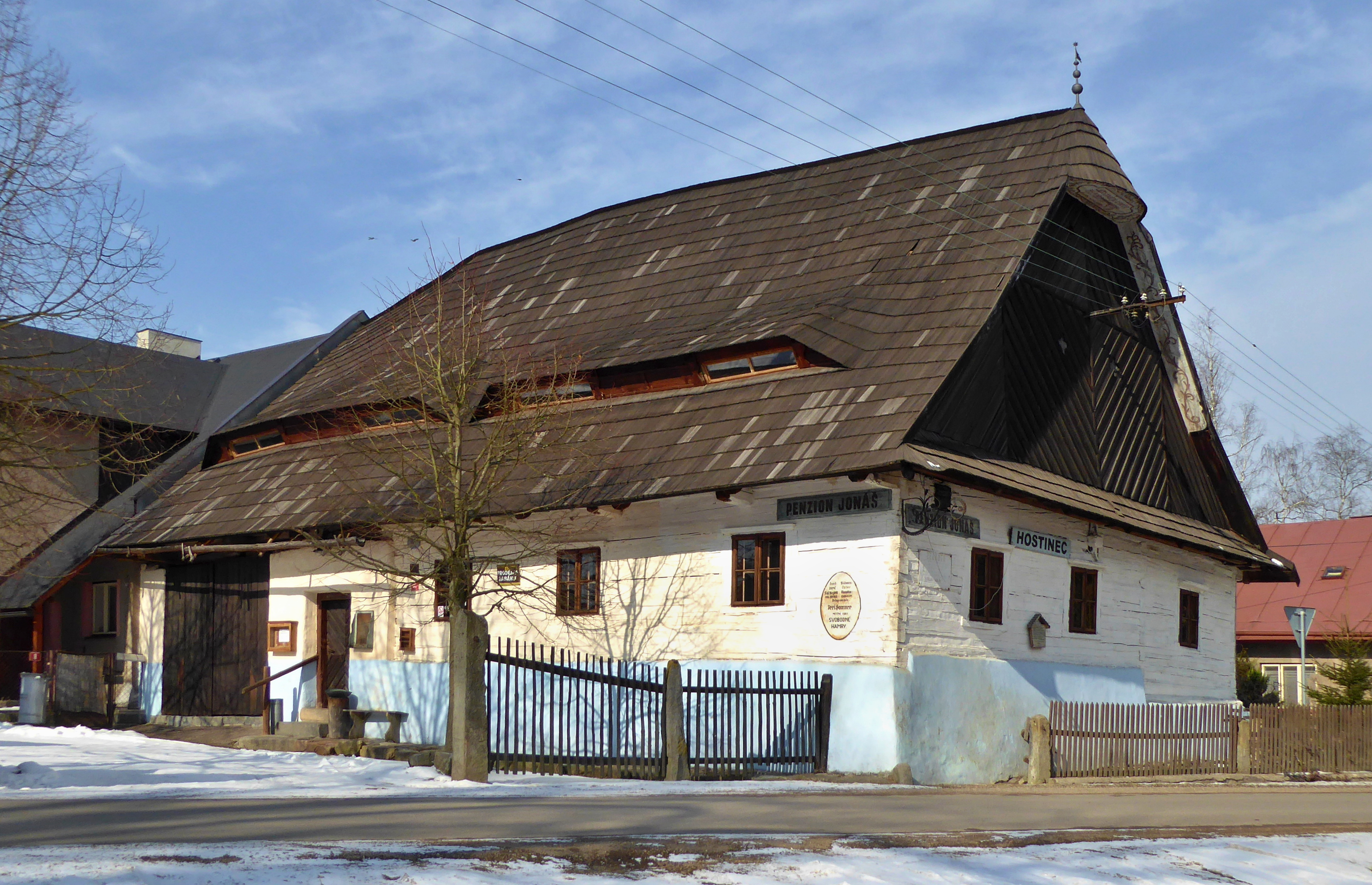
Hamerská hospoda čp. 4, roubená stavba tradiční lidové architektury a kulturní památka

- Hamerská hospoda čp. 4, roubená stavba v úpravě z 18. století, původní však starší (uvádí se rok 1613),[17] chráněná jako kulturní památka.[18]
- Zámek čp. 1 s renesanční dispozicí ze 16. století, po požáru v roce 1896 přestavěn v pseudobarokním stylu, chráněn jako kulturní památka.[19]
- Vodní hamr s mlýnicí, stavba pravděpodobně z 18. století, pozůstatek železářské hutě, chráněn jako kulturní památka.[12]
- Památník malíře – krajináře Františka Kavána
- Památník malíře – krajináře Gustava Macouna

## Turistika
Svobodné Hamry uvedeny na turistické mapě Železné hory v edici Klubu českých turistů a on-line na Mapy.cz. Sídelní lokalitou vedena zeleně značená turistická trasa v úseku Veselý Kopec – Dřevíkov – Svobodné Hamry – Trhová Kamenice (v trase Vlastivědná stezka krajem Chrudimky, Turistická cesta Františka Kavána, cyklistická trasa č. 1 Praha – Brno).
Podél turistické trasy ve směru od Dřevíkova devíti jamkové golfové hřiště s cvičnou plochou, venkovský zámek čp. 1 (kulturní památka, veřejnosti nepřístupná), vodní hamr s mlýnicí (kulturní památka, objekt Muzea v přírodě Vysočina), Hamerská hospoda (kulturní památka, restaurační provoz), památníky malířů krajiny, Františka Kavána a Gustava Macouna.
Ve směru na Trhovou Kamenici tzv. Trhovokamenické rybníky (Velká Kamenice, Mlýnský rybník, Rohlík), lokality přírodních památek Zadní rybník, Mlýnský rybník a rybník Rohlík.
S turistickou trasou propojeny místní okruhy krajinou Kameničské vrchoviny a Stružinecké pahorkatiny, rozhraní geomorfologických okrsků protíná sídelní lokalitu přibližně v ose severozápad – jihovýchod mezi objekty vodního hamru s mlýnicí na severovýchodě a venkovského zámku čp. 1 na jihozápadě.

Po místně značené žluté trase Kameničskou vrchovinou nad pravým břehem řeky Chrudimky dostupná například kulturní památka – kostel sv. Mikuláše v sídelní lokalitě Svatý Mikuláš (část obce Vysočina).

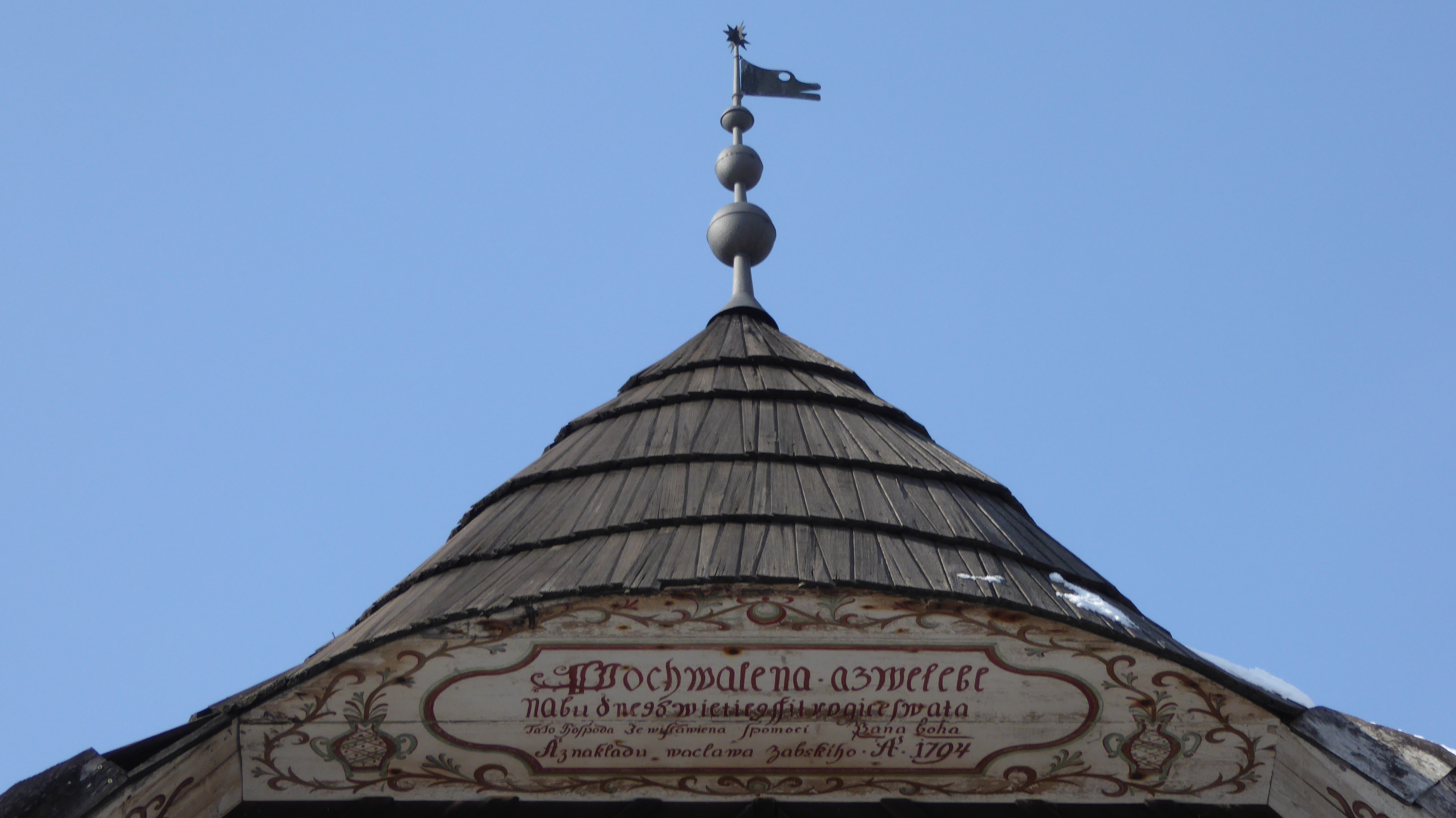
Hamerská hospoda, štít se záklopovým prknem, v nápisu vročení 1794, tzv. Tereziánský katastr uvádí rok 1717
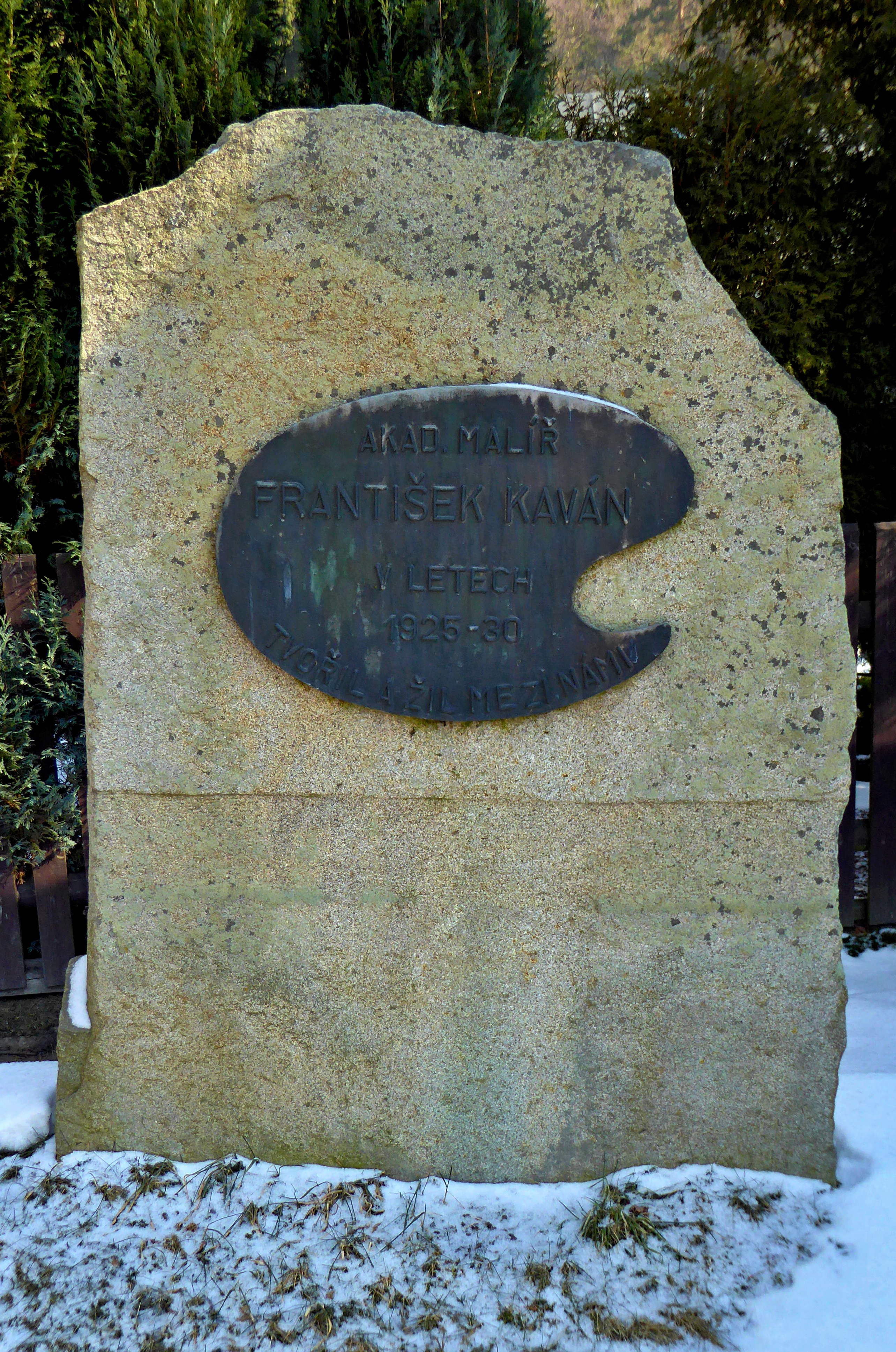
Památník malíře – krajináře Františka Kavána v centru vesnice
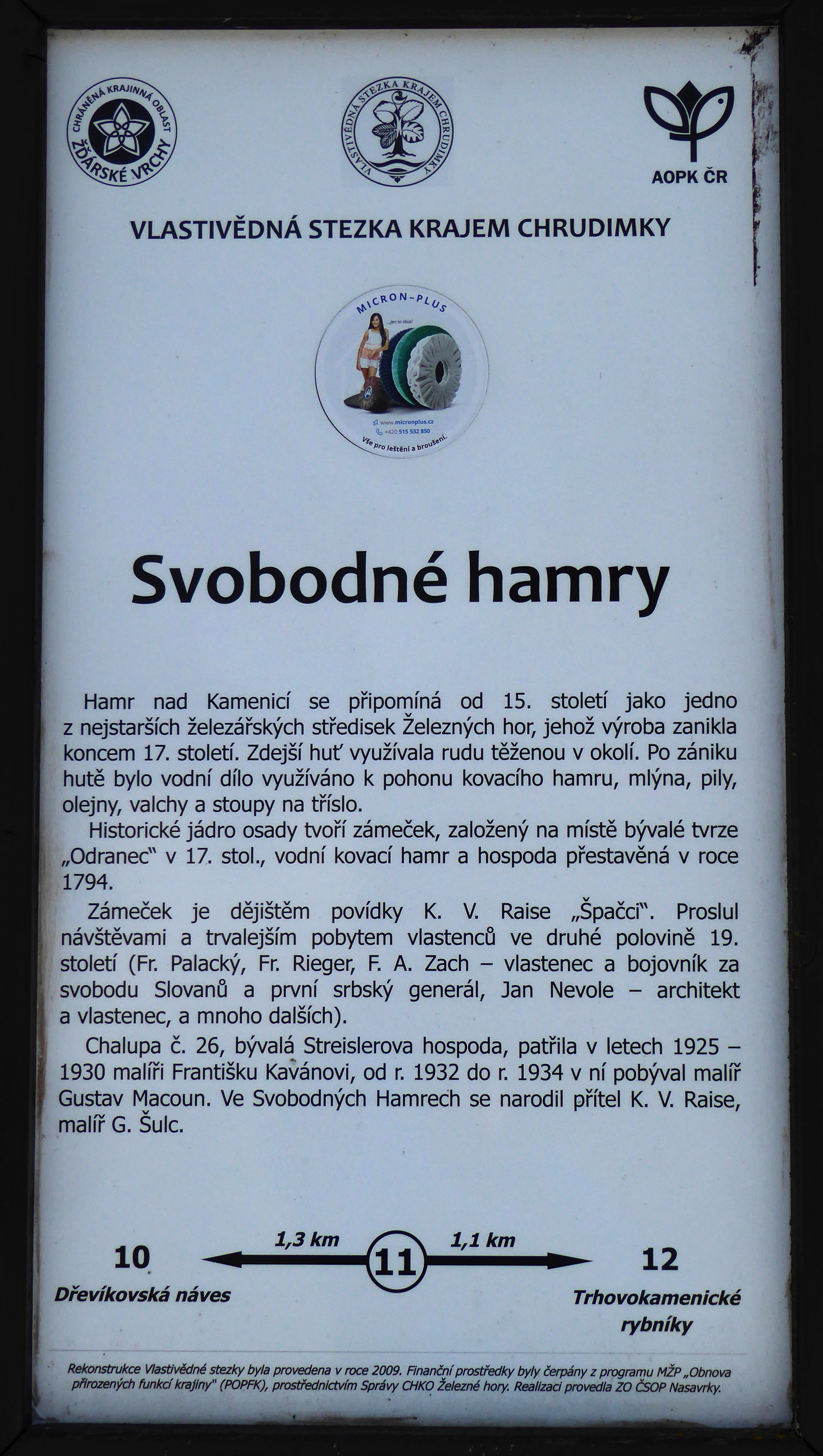
Informační tabule Vlastivědné stezky krajem Chrudimky před objektem vodního hamru s mlýnicí